# Little Feat
Little Feat är ett amerikanskt band, grundat 1969 i Los Angeles, Kalifornien. De har sedan bandet bildades blandat rock, blues, roots music, och country till en egen musikstil.

## Historia
Bandet bestod ursprungligen av två medlemmar från Frank Zappas The Mothers of Invention; gitarristen Lowell George, även sång, och basisten Roy Estrada, tillsammans med batteristen Richard Hayward och keyboardisten Bill Payne.
Bandets första två album, Little Feat (1971) och  Sailin' Shoes (1972), fick bra kritik men blev ingen större kommersiell framgång och bandet splittrades. Det återförenades dock kort därefter, då med Kenny Gradney som ersättare för Estrada, som bytt karriär och satsade på att bli dataprogrammerare istället. I det nya Little Feat ingick även Paul Barrere (1948–2019) och Sam Clayton.
Efter att Lowell George avlidit 1979 upplöstes bandet på nytt. Det återuppstod 1988, då Barrere, Clayton, Gradney, Hayward och Payne tog in gitarristerna Craig Fuller och Fred Tackett, den senare även vokalist.
1995 tillkom Shaun Murphy som sångerska och 2002 bildade man sitt eget skivbolag, Hot Tomato Records.

## Medlemmar
Nuvarande medlemmar
- Bill Payne – sång, keyboard (1969–1979, 1987– )
- Sam Clayton – congas, sång, percussion (1972–1979, 1987– )
- Kenny Gradney – basgitarr (1972–1979, 1987– )
- Fred Tackett – gitarr, mandolin, trumpet, sång (1987– )
- Gabe Ford – trummor, bakgrundssång (2009– )

Tidigare medlemmar
- Richie Hayward – trummor, bakgrundssång (1969–2009; död 2010)
- Lowell George – sång, gitarr, munspel (1969–1979; död 1979)
- Roy Estrada – basgitarr, bakgrunssång (1969–1972)
- Craig Fuller – sång, gitarr (1987–1993)
- Shaun Murphy – sång, tamburin (1993–2009)
- Paul Barrere – sång, gitarr (1972–2019; död 2019)

## Diskografi

### Studioalbum
- 1971 – Little Feat
- 1972 – Sailin' Shoes
- 1973 – Dixie Chicken
- 1974 – Feats Don't Fail Me Now
- 1975 – The Last Record Album
- 1977 – Time Loves a Hero
- 1979 – Down on the Farm
- 1988 – Let It Roll
- 1989 – Representing the Mambo
- 1991 – Shake Me Up
- 1995 – Ain't Had Enough Fun
- 1998 – Under the Radar
- 2000 – Chinese Work Songs

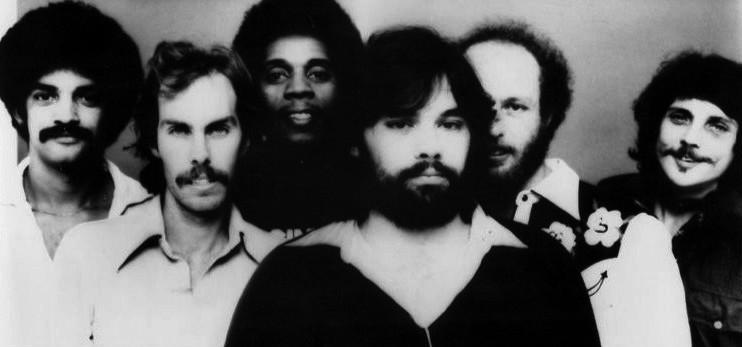
Little Feat 1975.

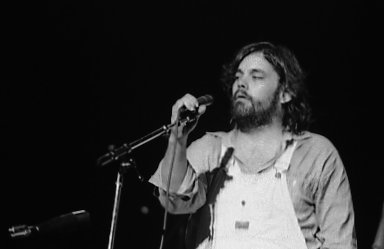
Lowell George uppträder med Little Feat i Buffalo, New York 1977.

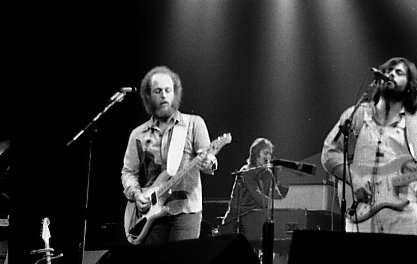
Paul Barrere och Lowell George, frontmän i Little Feat.

- 2003 – Down Upon the Suwannee River
- 2003 – Kickin' It at the Barn
- 2008 – Join the Band
- 2012 – Rooster Rag

### Livealbum
- 1978 – Waiting for Columbus
- 1996 – Live from Neon Park
- 2001 – Late Night Truck Stop
- 2002 – Live at the Rams Head
- 2003 – Down upon the Suwannee River
- 2004 – Highwire Act Live in St. Louis 2003
- 2005 – Barnstormin' Live, Vol. 1
- 2005 – Barnstormin' Live, Vol. 2
- 2007 – Rocky Mountain Jam
- 2008 – Halloween (Live at The Orpheum Theatre, Boston, 10/31/1975)
- 2012 – American Cutie
- 2012 – Waiting for Columbus: Live
- 2013 – Hellzapoppin'
- 2014 – Live In Holland 1976
- 2014 – On Your Way Down